# Carreu
|  | Per a altres significats, vegeu «Carreu (Abella de la Conca)». |

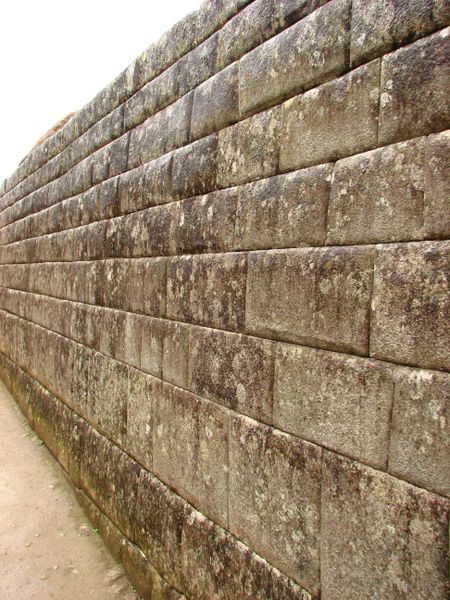
Paret inca a Machu Picchu, construïda en maçoneria de carreus

Un carreu, dit també mitjà, és una pedra tallada, comunament en forma de paral·lelepípede rectangular, per a la construcció de murs, pilars, etc. Es tracta de grans blocs de maçoneria esculpits per a tenir vores quadrades que encaixin millor entre si, i fins i tot cares. Els blocs fan generalment de 30 a 40 centímetres d'alçada. Quan són més petits, s'anomenen normalment carreus petits.

## Característiques
Els carreus s'utilitzen en la construcció d'edificis com a alternativa al maó. Generalment la cara externa és llisa o polida, ocasionalment poden estar decorats per petits solcs gravats. Aquesta decoració es coneix com a rascat de paleta.
Els carreus tenen un significat simbòlic per als maçons. En francmaçoneria, el carreu apareix amb dos significats: el carreu no treballat representa una pedra aspra, desprevinguda o despullada, i és una al·legoria del maçó no iniciat abans de la seva il·luminació; el carreu llis representa la pedra vestida com la utilitzada pel constructor experimentat, i és una al·legoria del maçó que, a través d'educació i diligència, ha aconseguit la il·luminació i que viu una vida correcta.
És freqüent trobar carreus a les construccions de l'arquitectura clàssica grega i romana, a l'arquitectura gòtica, on la construcció de catedrals fomentà el fort desenvolupament del moviment maçó.

## Mallorca

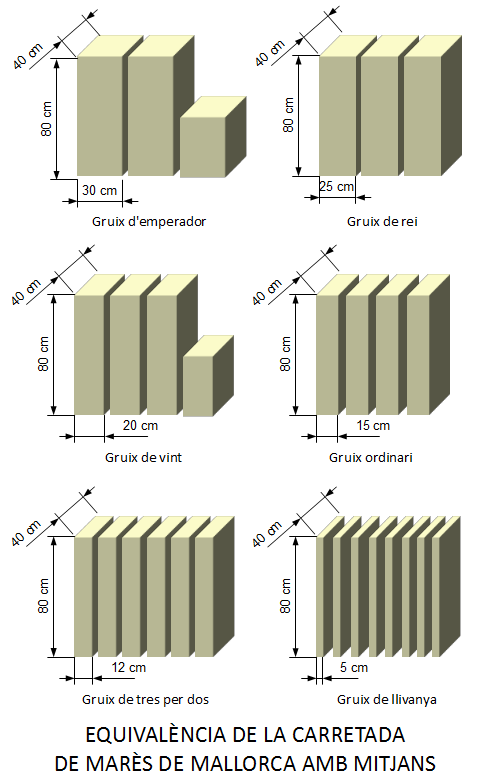
Gruixes de mitjans de Mallorca

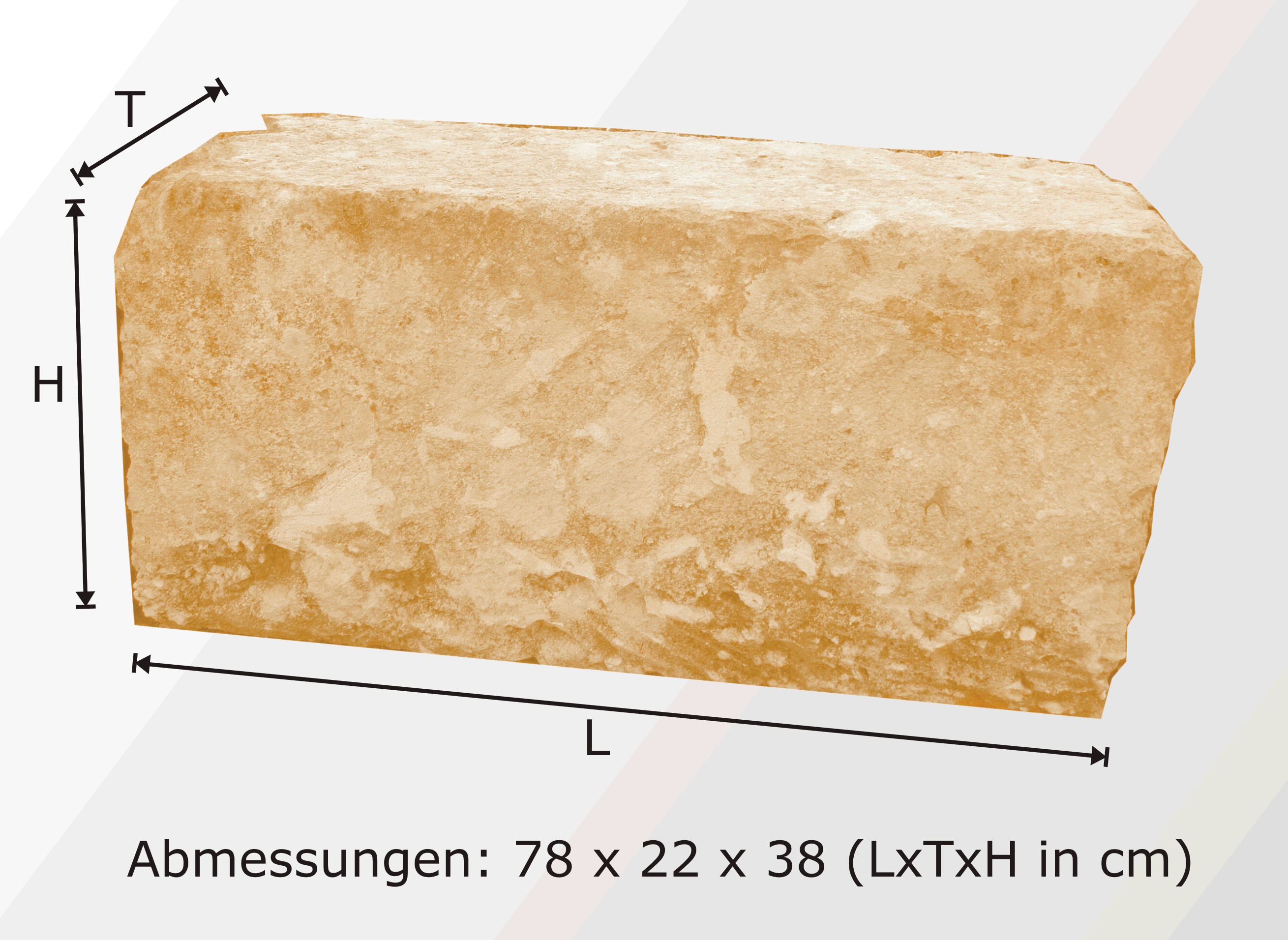
Mitjà de gruix de rei

A Mallorca són anomenats mitjans, habitualment són de marès i tradicionalment han estat emprats per a la construcció de cases i de murs. Les dimensions tradicionals del mitjà a Mallorca són de 80 cm de llargària per 40 cm d'amplada (la meitat de la llargària) amb gruixes que van dels 40 cm fins als 5 cm. Aquestes dimensions són les nominals. Els mitjans tallats tenen entre 1,5 i 2 cm menys a cada costat, que és l'espai reservat a les juntes entre dos mitjans quan es col·loquen.
| Gruixes tradicionals a Mallorca (cm) |                                   |               |                         |
| Gruix de quaranta                    | Gruix de quaranta                 | 40 x 40 x 80  | Per a pilars            |
| Gruix de d'Emperador                 | Gruix de d'Emperador              | 30 x 40 x 80  |                         |
| Gruix de Rei                         | Gruix de Rei                      | 25 x 40 x 80  |                         |
| Cantó de vint                        | Cantó de vint                     | 20 x 40 x 80  |                         |
| Cantó de gruix ordinari              | Cantó de gruix ordinari           | 15 x 40 x 80  |                         |
| Tres per dos                         | Tres per dos                      | 12 x 40 x 80  | Actualment 10 x 40 x 80 |
| Terç o de mitja pedra                | Terç o de mitja pedra             | 8,5 x 40 x 80 |                         |
| Llivanya, de mitjanada o teulader    | Llivanya, de mitjanada o teulader | 5 x 40 x 80   | Actualment 4 x 40 x 80  |

## Tipus
Font Termcat:
- carreu: Pedra tallada en forma de paral·lelepípede rectangular i amb caires vius, emprada en la construcció.
- carreu bisellat: Carreu escapçat obliquament en biaix.
- carreu de cantell: Carreu construït de marès utilitzat a Mallorca i Menorca.
- carreu de pedra picada: Carreu de pedra tallada en forma artística a base de relleus i buits.
- carreu encoixinat: Carreu que presenta, en la cara visible, un treball en forma rectangular amb les juntes biselades.
- carreu rústic: Carreu que mostra la cara sense tallar.
- carreuó: Pedra escairada amb la cara externa només desbastada, sense polir, emprada en la construcció.
- mitjà: Pedra tallada en forma de paral·lelepípede rectangular i amb caires vius emprada en la construcció de murs i pilars.